# 秦皇岛港
秦皇岛港位于中华人民共和国河北省秦皇岛市东部，地处中国华北和东部交界处大秦铁路东端，是世界上最大的煤炭输出港、中国“北煤南运”大通道的主枢纽港，以煤炭、石油等能源输出为主，兼营杂货和集装箱运输。2001年，秦皇岛港吞吐量为1.128亿吨，其中煤炭吞吐量达到1.0006亿吨。在2001年以前，秦皇岛港曾是中国北方吞吐量第一的港口。

## 区位与自然条件
秦皇岛港位于渤海辽东湾西侧，河北省滨海平原的东北部，地处山海关内外要冲，连通华北与东北两大区域，属河北省秦皇岛市辖境。秦皇岛港陆路交通发达，铁路有主要承担客运的津秦客运专线和津山铁路、沈山铁路、京哈铁路、大秦铁路4条承担货运的铁路干线直达港口。秦皇岛港港区年平均气温12℃，极端最高气温为1995年7月24日测得的39.9℃，极端最低气温为1953年1月17日测得的-18.3℃。秦皇岛港的冰期一般为每年11月下旬至次年3月中旬，平均冰冻期为108天，冰冻期间岸边有少量固定冰，冰的厚度一般为10-30厘米，对船舶航行、作业影响较小。

## 历史

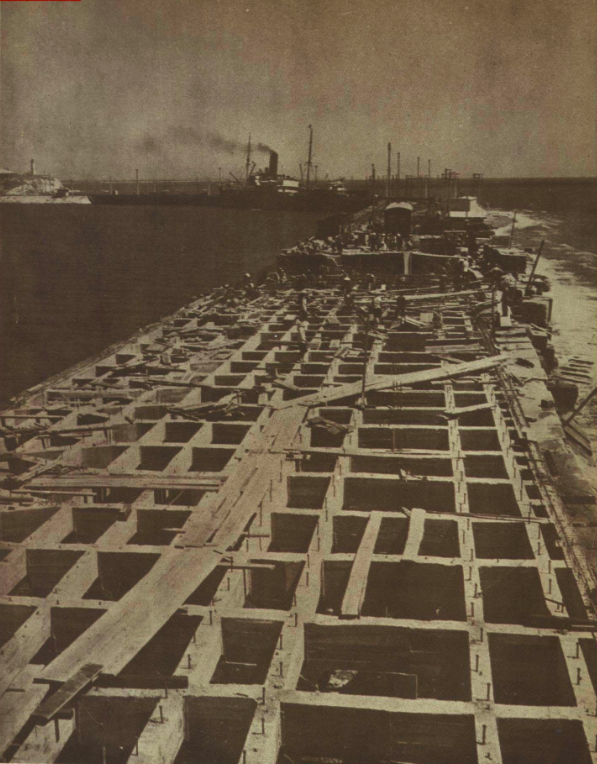
1952年修建中的秦皇岛七号码头

清光绪二十四年三月初五（1898年3月26日），光绪皇帝钦定秦皇岛开埠。秦皇岛港的开埠是秦皇岛城市近代化的主要动力之一。1952年，中央人民政府对秦皇岛港实行代管，1953年，秦皇岛港改由交通部统一领导和正式接管。
20世纪70年代秦皇岛港煤码头一期、二期工程（简称“秦煤一期、二期工程”）开工建设。
1984年，随着天津港、上海港等中央直属管理的港口管理权先后下放至省市地方，秦皇岛港成为唯一没有自主权的中央直属管理的港口。2009年，在秦皇岛港基础上成立河北港口集团，隶属于河北省国资委。1988年12月28日，“西煤东送”干线大秦铁路开通，使得秦皇岛港成为中国最大的煤炭输出港。2001年，秦皇岛港吞吐量突破1亿吨大关。在2001年以前，秦皇岛港曾是中国北方吞吐量第一的港口。2002年3月，秦皇岛港的管理权被下放到河北省秦皇岛市管理，同年吞吐量被天津港超越。2011年，秦皇岛港吞吐量被唐山港超越，居于河北省第二。2013年5月，自秦皇岛港1898年开埠时启用的7号码头被弃用，将作为旅游资源被开发。2013年12月12日，秦皇岛港股份有限公司在香港联合交易所主板挂牌上市，成为第四家在香港上市的中国大陸港口企业。

## 吞吐量统计数据
| 年份 | 货物吞吐量 (万吨) | 增长率 | 集装箱吞吐量 (万标准箱) | 增长率  | 备注   |
| ---- | ----------------- | ------ | ----------------------- | ------- | ------ |
| 1999 | 8261              | 6.0%▲  | 0.831                   | 138%▲   |        |
| 2000 | 9743              | 17.9%▲ | 1.345                   | 61.8%▲  |        |
| 2001 | 11310             | 16.1%▲ | 2.030                   | 50.9%▲  |        |
| 2002 | 11167             | -1.3%▼ | 4.450                   | 119.2%▲ |        |
| 2003 | 12562             | 12.5%▲ | 5.498                   | 23.6%▲  |        |
| 2004 | 15034             | 19.7%▲ | 8.226                   | 49.6%▲  |        |
| 2005 | 16900             | 12.4%▲ | 10.50                   | 27.6%▲  |        |
| 2006 | 20127             | 19.1%▲ | 20.00                   | 90.5%▲  |        |
| 2007 | 24500             | 21.9%▲ | -                       | -       | [ 12 ] |
| 2008 | 24900             | -      | -                       | -       |        |
| 2009 | 24382             | -      | -                       | -       |        |
| 2010 | 25700             | 5.4%▲  | -                       | -       | [ 13 ] |
| 2011 | 28800             | 9.51%▲ | -                       | -       |        |
| 2012 | 27099.2           | -5.8%▼ | 343.9                   | -20.0%▼ |        |
| 2013 | 27260.4           | 0.6%▲  | 387.8                   | 12.8%▲  | [ 14 ] |

## 友好港口
- 日本苫小牧港
- 纽卡斯尔港